# Rhizoctonia silvestris
Rhizoctonia silvestris är en svampart som beskrevs av Melin 1923. Rhizoctonia silvestris ingår i släktet Rhizoctonia och familjen Ceratobasidiaceae.   Inga underarter finns listade i Catalogue of Life.